# Gadsden-vétel

A Gadsden-vétellel gazdát cserélt terület (a térképen a mai államhatárok és városok láthatók)

Amerikai emlékbélyeg 1953. december 30-án,
az 1853-as Gadsden-vétel centenáriumán

A Gadsden-vétel (angol Gadsden Purchase, spanyol Venta de La Mesilla) Dél-Arizona és Délnyugat-Új-Mexikó azon területe, amelyet az Amerikai Egyesült Államok 1853-ban vásárolt meg Mexikótól.

## Háttér

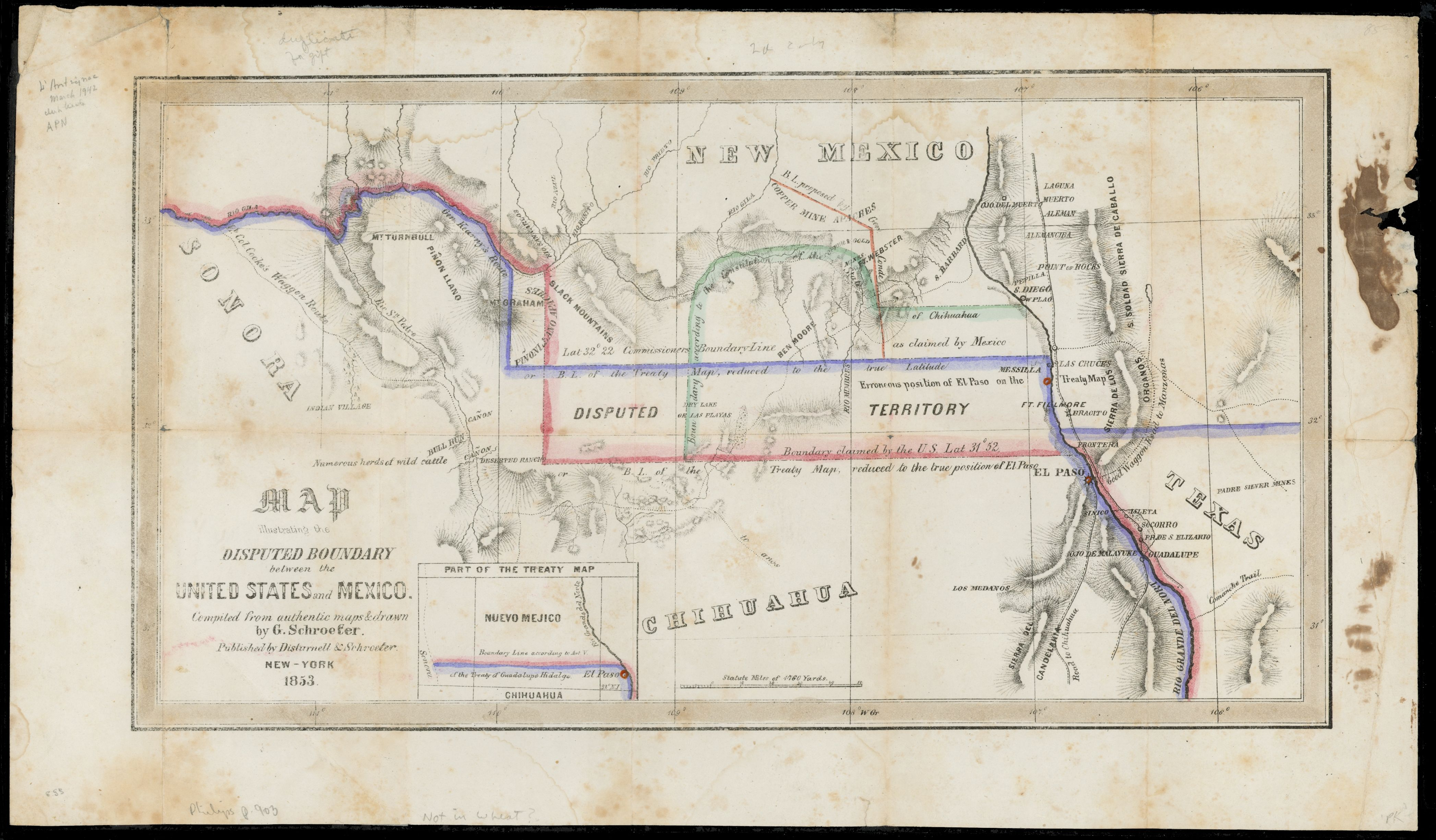
Disturnell & Schroeter, Map Illustrating the Disputed Boundary Between the United States and Mexico, 1853

Az amerikai-mexikói háborút lezáró, 1848-ban megkötött Guadalupe Hidalgó-i békével 1,36 millió km²-nyi mexikói terület került amerikai kézre. A békeszerződés után az amerikai-mexikói határ körüli viták tovább folytatódtak: Mindkét ország magának követelte a Mesilla-völgyet. A mexikói kormány kártérítést követelt az amerikai területről Mexikóba betörő indián törzsek miatt a Guadalupe Hidalgó-i béke XI. cikkelyére hivatkozva, amelyben az USA az ilyen támadások megelőzésére tett ígéretet (anyagi kompenzációra azonban nem). Amerikai állampolgárok mexikói területen lázadásokat szítottak, vagy más módon próbáltak újabb területeket csatolni országukhoz. (A legismertebb közülük William Walker, aki 1853 decemberében pár tucat emberével megszállta a ritkán lakott Kaliforniai-félszigetet, és Alsó-Kaliforniai Köztársaság néven független államnak kiáltotta ki.)
A békeszerződésben rögzített határok felmérése és kijelölése még folyamatban volt, amikor a rossz gazdasági helyzetben lévő Mexikó újabb földek eladása mellett döntött. 1853. december 30-án a mexikói ügyekért felelős amerikai miniszter James Gadsden és Mexikó elnöke, Antonio López de Santa Anna 10 millió amerikai dolláros vételárban egyezett meg egy 76 800 km²-es területért cserébe (130 US$/km²). Ugyanezen találkozó során a határ fontos pontjain elhelyezett jelzések (leginkább csak kőrakások) számát 6-ról 53-ra emelték.

## A szerződés
A Gadsden-vételt írásba foglaló Mesillai szerződéssel a Guadalupe Hidalgó-i béke egyes cikkelyei (VI., VII. és XI.) érvényüket vesztették, mások pedig megerősítést nyertek (a tulajdonjogokról szóló VIII. és IX., az új erődök építésének jogáról és egy korábbi barátsági, kereskedelmi és hajózási szerződés megerősítéséről szóló XVI. és XVII., valamint a jövőbeli konfliktusok kezeléséről és egy esetleges háború során betartandó szabályokról szóló XXI. és XXII.).

### A szerződés tartalma
I. cikkely
Az USA és Mexikó határa a Guadalupe Hidalgó-i szerződés V. cikkelyében meghatározott, kivéve a most eladásra kerülő területet; a felek a határ pontos kimérésére megbízottakat jelölnek ki.
II. cikkely
Érvényét veszti a Guadalupe Hidalgó-i szerződés XI. cikkelye, valamint az 1831. április 5-én Mexikóvárosban megkötött barátsági, kereskedelmi és hajózási szerződés XXXIII. cikkelye.
III. cikkely
Az USA 10 millió dollárt fizet Mexikónak New Yorkban, 7 milliót a ratifikált szerződések kicserélésekor, 3 milliót a határ kimérése után.
IV. cikkely
E cikkely váltja fel a Guadalupe Hidalgó-i szerződésnek a Rio Grande, a Colorado és a Gila folyók hajózásáról szóló VI. és VII. cikkelyeit (mivel a Gila megszűnt határfolyó lenni). A Kaliforniai-öbölben és a Colorado folyón (de a partjain csak a mexikói kormány külön engedélyével) mindkét állam polgárai szabadon közlekedhetnek; a határfolyók (a Rio Grande és a Rio Bravo del Forte) szintén szabadon és ingyen hajózhatók. A hajóforgalmat terhelő adó bevezetéséhez, valamint bármilyen, a partokon végzett építkezés elkezdéséhez a két ország megegyezése szükséges.
V. cikkely
A most gazdát cserélő területen is érvényesek a Guadalupe Hidalgó-i szerződés VIII., IX., XVI. és XVII. cikkelyeinek rendelkezései.
VI. cikkely
A szeptember 25-e utáni földterület adásvételeket az USA nem ismeri el; sem a korábbiakat, amennyiben azoknak a mexikói archívumokban nincs nyoma.
VII. cikkely
A Guadalupe Hidalgó-i szerződés XXI. és XXII. cikkelyében foglaltak megerősítése.
VIII. cikkely
A Tehuantepec-földszoroson át vezető, a mexikói kormány által (a kaliforniai aranyláz miatt) 1853. február 5-én engedélyezett deszkaút és vasút forgalma zavartalan kell legyen. Az USA állampolgárai is ugyanannyi díjat kell fizessenek, mint bármely más külföldi ország lakosai; a tranzitút bevétele nem kerülhet más kormány kezébe. Az USA használhatja az utat postai küldemények szállítására, az USA kormányának és polgárainak ingóságai szabadon és vámmentesen szállíthatók az úton, amennyiben célállomásuk nem az út mentén van; az átutazó személyeknek nem kell útlevéllel vagy más irattal rendelkezniük. A vasútvonal elkészülte után Mexikó Veracruz mellett egy másik mexikói-öböli kikötőt is megnyit a beutazók előtt. A két kormány meg fog egyezni amerikai katonáknak a földszoroson való szállításáról.
IX. cikkely
A szerződés ratifikálandó és hat hónapon belül kicserélendő Washingtonban.